# (14340) 1983 RQ3
A (14340) 1983 RQ3 a Naprendszer kisbolygóövében található aszteroida. Henri Debehogne fedezte fel 1983. szeptember 2-án.